# MC Binn
Jefferson Cristian dos Santos de Lima (São Paulo, 1 de novembro de 1993), mais conhecido como MC Binn, e anteriormente como MC Bin Laden, é um cantor e compositor de funk ostentação brasileiro.

## Biografia
Nascido e criado em uma família humilde da Vila Progresso, bairro situado no distrito de Itaquera, na Zona Leste de São Paulo, seus pais se separaram quando ele tinha nove anos de idade. Aos 18 anos, foi adotado pela pastora Mariza Ventura. Antes da fama, Jefferson foi vendedor na Rua 25 de Março. Ele também conta que só teve a oportunidade de comer um sanduíche do McDonald's após ter começado a fazer shows.

## Carreira

### 2014: Início e KL Produtora
MC Binn foi contratado pela KL Produtora, a agência que foi responsável por revelar vários outros nomes do funk carioca, entre eles o MC Brinquedo. Em meados de 2016, Binn anunciou sua saída da produtora e logo em seguida entrou para a KondZilla Records, que havia sido recém criada.
Ganhou destaque no cenário do funk carioca de São Paulo com a música "Bin Laden Não Morreu", onde devido ao sucesso da música, gerou seu nome artístico "de impacto" copiado do terrorista saudita. Em seus shows teatrais, ele cita que o objetivo é fazer do baile "um Afeganistão", mas garante que é tudo brincadeira e não há apologia à violência: "Se já existiu um Bin Laden ruim, hoje tem o Bin Laden bom".
No final de 2014, o DJ Skrillex incluiu a faixa "Bololo Haha", de Binn, em sua playlist "Skrillex Selects" no site SoundCloud, espaço onde ele recomenda faixas que tem ouvido. Durante sua vinda ao Brasil para o Lollapalooza 2015, junto com seu amigo Diplo, Skrillex se encontrou com Binn e ambos divulgaram vídeos nas redes sociais.

### 2015–2023: "Tá Tranquilo, Tá Favorável" e fama
Antes de seu megahit, ele já atuava no funk de São Paulo há pelo menos oito anos, com hits como "O Passinho do Faraó", "Bololo Haha" e "Lança de Coco", música que fala sobre drogas – tema que ele diz ter abandonado após a morte por overdose de um amigo. Mas foi apenas no final de 2015, com a música "Tá Tranquilo, Tá Favorável", que Binn ganhou notoriedade nacional, o transformando em fenômeno além do funk paulista. A dança do clipe virou febre em redes sociais e foi adotada até por Neymar para comemorar gols. O clipe viralizou na internet, e a música ganhou uma nova versão com Lucas Lucco, que mescla o funk carioca da música original com trechos de sertanejo. Em seguida, um novo clipe também foi divulgado para a nova versão da música.
No dia 17 de fevereiro de 2016, apresentou-se no programa Encontro com Fátima Bernardes com a música "Tá Tranquilo, Tá Favorável", que contou com a coreografia da própria Fátima e Leonardo Veras.
Durante o Lollapalooza 2016 no Brasil, o duo Jack Ü (Skrillex e Diplo) convidou Binn para subir ao seu palco para cantar o hit "Tá Tranquilo, Tá Favorável".
No dia 17 de maio de 2016, foi divulgado que MC Binn estaria na programação do festival Warm Up, evento realizado pelo Museu de Arte Moderna de Nova Iorque, nos Estados Unidos. O cantor brasileiro teve o seu show marcado para o dia 23 de julho, mas não conseguiu tirar o visto, pois foi barrado pelo consulado e cancelou a apresentação. Em seguida, declarou que já havia pensado em trocar de nome.

### 2024–presente:Big Brother Brasile novo nome artístico
Em 5 de janeiro de 2024, Mc Binn foi confirmado como um dos participantes da vigésima quarta temporada do reality show Big Brother Brasil, como membro do grupo "Camarote". Binn foi o décimo sétimo do programa em 4 de abril de 2024 com 80,34% dos votos em um paredão contra Davi Brito, terminando em 8º lugar. Após sair do reality, o cantor alterou seu nome artístico para MC Binn, com o intuito de evitar qualquer referência a Osama bin Laden, terrorista responsável pelo ataque às Torres Gêmeas.

## Vida pessoal
Durante entrevista, ele se diz evangélico. Hoje Binn tem casa própria e dá ao irmão mais novo, de 12 anos, videogames, celular, tênis: "tudo que ele pode ter e eu não podia."
Em 31 de março de 2016, o cantor iniciou as conversas para se filiar ao Partido Verde e, assim, candidatar-se a vereador na cidade de São Paulo, de acordo com sua assessoria. No entanto, no dia seguinte, ele disse que a filiação ao partido não passava de "uma piada de mau gosto" e afirmou que preferia ficar em casa "comendo bolacha" do que entrar para a política. Durante a mesma entrevista, Binn declarou que só estudou até a 8.ª série.

## Controvérsias
No dia 3 de novembro de 2014, ao anunciar um show em uma rede social, o funkeiro disse que iria aterrorizar Porto Alegre. Ele também divulgou fotos fazendo apologia ao uso de armas e drogas. Para sua infelicidade, durante esse show na boate Stuttgart, em Porto Alegre, dois homens armados teriam rendido os seguranças na entrada da boate, e logo depois entraram na danceteria. Lá dentro, encontraram os integrantes de uma gangue rival que já estavam armados. Neste momento, iniciaram uma troca de tiros. O tiroteio deixou 16 feridos e Tiago Querubim Silveira, de 19 anos, chegou a ser levado ao hospital, mas não resistiu. Ele tinha antecedentes criminais por tráfico de drogas, lesão corporal e receptação de veículos.
No dia 1 de abril de 2015, os empresários do funkeiro venderam dois shows no mesmo horário, um na Tradição e outro na casa de Nilópolis. O artista chegou em Nilópolis com mais de uma hora de atraso. A apresentação, marcada para as 4h20, só começou às 5h40 e já não havia mais quase ninguém esperando. A confusão acabou no 57.º DP, de Nilópolis, já que os produtores queriam receber o restante do cachê de R$ 15 mil, mesmo sem público.
Em abril de 2015, O Ministério Público de São Paulo abriu um inquérito para investigação sobre "forte conteúdo erótico e de apelos sexuais" em músicas e coreografias de crianças e adolescentes músicos. MC Binn estava na lista de investigados por gravar músicas impróprias com participação de funkeiros mirins.

## Discografia

### Canções

#### Como artista principal
| Ano  | Canção                                     |
| ---- | ------------------------------------------ |
| 2014 | "Passinho do Faraó"                        |
| 2014 | "Lança de Coco"                            |
| 2014 | "12 Calibre"                               |
| 2014 | "Bololo Haha"                              |
| 2014 | "Barulho do Motor"                         |
| 2015 | "Tá Tranquilo, Tá Favorável"               |
| 2017 | "Minha Ex"                                 |
| 2017 | "Os Mlk É 7"                               |
| 2017 | "Ombrinho com Romano"                      |
| 2017 | "Famosinha de 1 Milhão de Seguidores"      |
| 2017 | "Vuck Vuck da Hornet" (part. MC Hollywood) |
| 2017 | "Avatar"                                   |
| 2017 | "Agrada o Papai" (2017) (part. MC Kekel)   |
| 2017 | "Cara de Mau"                              |
| 2017 | "Oh Pode Crer"                             |

#### Como artista convidado
| Ano  | Canção                   | Artista                | Informações                                                                                            |
| ---- | ------------------------ | ---------------------- | --- |
| 2016 | "Tranquilo e Favorável"  | Lucas Lucco            | A canção mescla funk carioca com trechos de sertanejo                                                  |
| 2018 | "BRAZIL"                 | Tommy Cash             | Participação no álbum ¥€$ do artista Tommy Cash, com uma mistura de rap estoniano e com o funk carioca |
| 2018 | "Tá Louca"               | Deejay Telio & Deedz B | |
| 2019 | "Pa' Llamar Tu Atención" | C. Tangana & Alizzz    | |
| 2023 | "Controllah"             | Gorillaz               | |

## Filmografia

### Televisão
| Ano  | Título             | Função                  | Notas        | Ref.   |
| ---- | ------------------ | ----------------------- | ------------ | ------ |
| 2024 | Big Brother Brasil | Participante (8° lugar) | Temporada 24 | [ 25 ] |